# Agostino Tassi

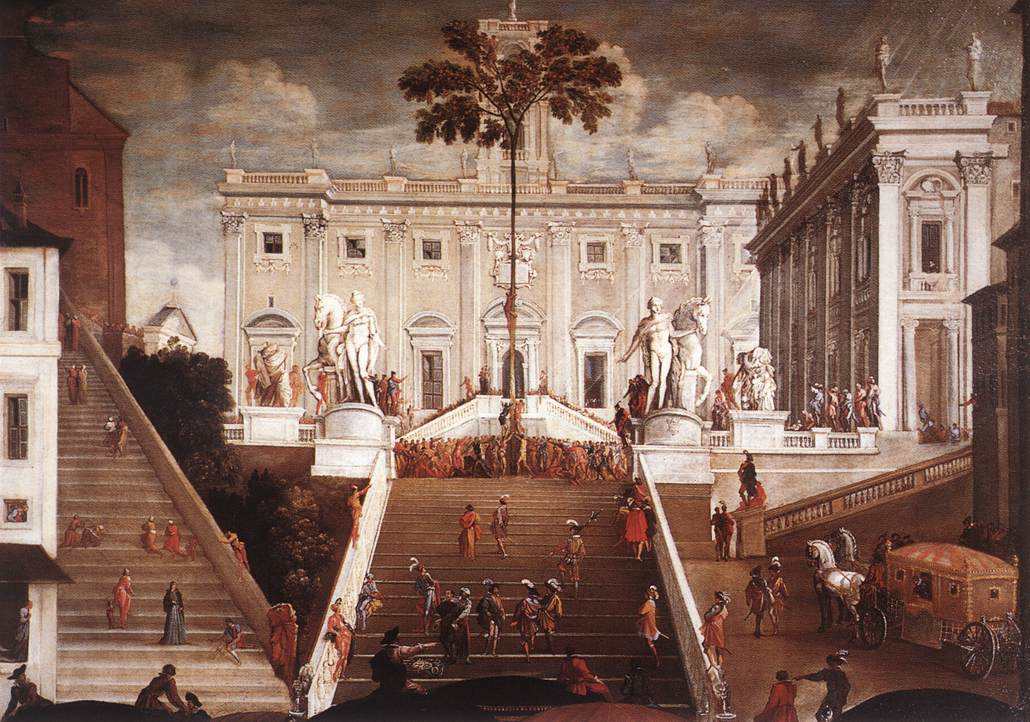
Agostino Tassi: Wettbewerb am Kapitol, 1630er Jahre, Kapitolinische Museen, Rom

Agostino Tassi (auch: Agostino Buonamico; * (getauft am) 3. August 1578 in Rom; † Januar 1644 ebenda) war ein italienischer Dekorations-, Quadratur- und Landschafts-Maler. Der Nachwelt ist er vor allem wegen seiner kriminellen Vergehen gegenüber der jungen Malerin Artemisia Gentileschi bekannt.

## Leben
Sein eigentlicher Familienname war nicht „Buonamico“, wie zuerst von Giovan Battista Passeri behauptet wurde, sondern wahrscheinlich Conzori; jedoch wurde schon sein Vater Domenico, der von Beruf Kürschner war, „Tassi“ genannt.
Über Agostino Tassis Ausbildung ist nichts genaues bekannt, aber 1594 ging der etwa 16-jährige nach Florenz, wo er anscheinend bei dem wenig bekannten Lorenzo Franchini lernte, eventuell auch in Livorno. Es wird vermutet, dass Tassi in Florenz mit der Welt der Bühnen- und Festdekoration in Kontakt kam, deren führende Künstler zu der Zeit Bernardo Buontalenti, Giulio Parigi und Remigio Cantagallina waren. 1598–99 war er vorübergehend in Rom, wo er vermutlich mit Paul Bril bekannt wurde, der als einer seiner Lehrer gilt.
Tassi selber behauptete, er habe einige Jahre auf See verbracht „um die Welt zu sehen“, aber wahrscheinlich musste er diese Jahre in Wirklichkeit nach einer Schlägerei als Sträfling auf einer Galeere verbringen. Er lebte dann einige Jahre in der Hafenstadt Livorno, wo er Fresken in Grisailletechnik im Dom (1602), an mehreren Häuserfassaden sowie an der Kirche Santa Giulia malte; das meiste davon ist heute verloren.
1603 heiratete er eine Maria Connodoli, die ihn im Jahr 1610 wegen eines Kaufmanns aus Lucca verließ.
Tassi arbeitete 1605–1606 in Genua zusammen mit Ventura Salimbeni und Filippo Franchini, welch letzterer mit der Schwester seiner Frau verheiratet, also sein Schwager war; auch von diesen Dekorationen ist nichts erhalten. In Livorno schuf er 1608 gemeinsam mit Filippo Paladini und Remigio Cantagallina Dekorationen für die Feierlichkeiten zur Hochzeit von Cosimo II. de’ Medici mit Maria Maddalena d’Austria.
Nach dem Tode des Großherzogs Ferdinando I. kehrte Tassi im Juli 1610 nach Rom zurück und arbeitete dort gemeinsam mit Orazio Gentileschi für Papst Paul V. im Quirinalspalast und im sogenannten Casino delle Muse (später: Casino Pallavicini). Tassi schuf dabei die illusionistische Architekturkulisse und Landschaftshintergründe.
Er wurde in der Folge in mehrere Prozesse verwickelt, so war er wegen einer ehebrecherischen und damals als „inzestuös“ geltenden Affäre mit seiner Schwägerin Costanza angeklagt, wurde aber freigesprochen. Am bekanntesten ist der Prozess, den Orazio Gentileschi gegen Tassi im März 1612 führte, und in dem er Tassi beschuldigte, seine künstlerisch hochbegabte Tochter Artemisia Gentileschi vergewaltigt und entjungfert zu haben; diese soll auf Wunsch ihres Vaters von Tassi in der Perspektive unterrichtet worden sein. Tassi soll das Mädchen außerdem mit einem Heiratsversprechen hingehalten haben, das er gar nicht halten konnte, da er ja verheiratet war.

In dem Prozess stritt Tassi alle Anschuldigungen ab. Bemerkenswert ist, dass trotz der Beweislage während des Prozesses nicht der Angeklagte, sondern das Opfer mit Daumenschrauben gefoltert wurde. Tassi wurde der Vergewaltigung schuldig gesprochen und zu fünf Jahren Exil aus Rom verurteilt. Er verließ die Stadt jedoch erst Monate später nach einer weiteren Verurteilung wegen einer Schlägerei im April 1613, und statt, wie eigentlich vorgesehen, die päpstlichen Staaten völlig zu verlassen, ging er nach Bagnaia, wo er für Kardinal Alessandro Peretti Montalto im Casino der Villa Lante Fresken malte.
Bereits Ende 1615 kehrte Tassi nach Rom zurück, wahrscheinlich auf Wunsch des Papstes, der seine Quadraturmalereien schätzte und ihn 1616–17 die riesige Sala regia im Quirinal dekorieren ließ, neben Giovanni Lanfranco, Carlo Saraceni und vielen Mitarbeitern.

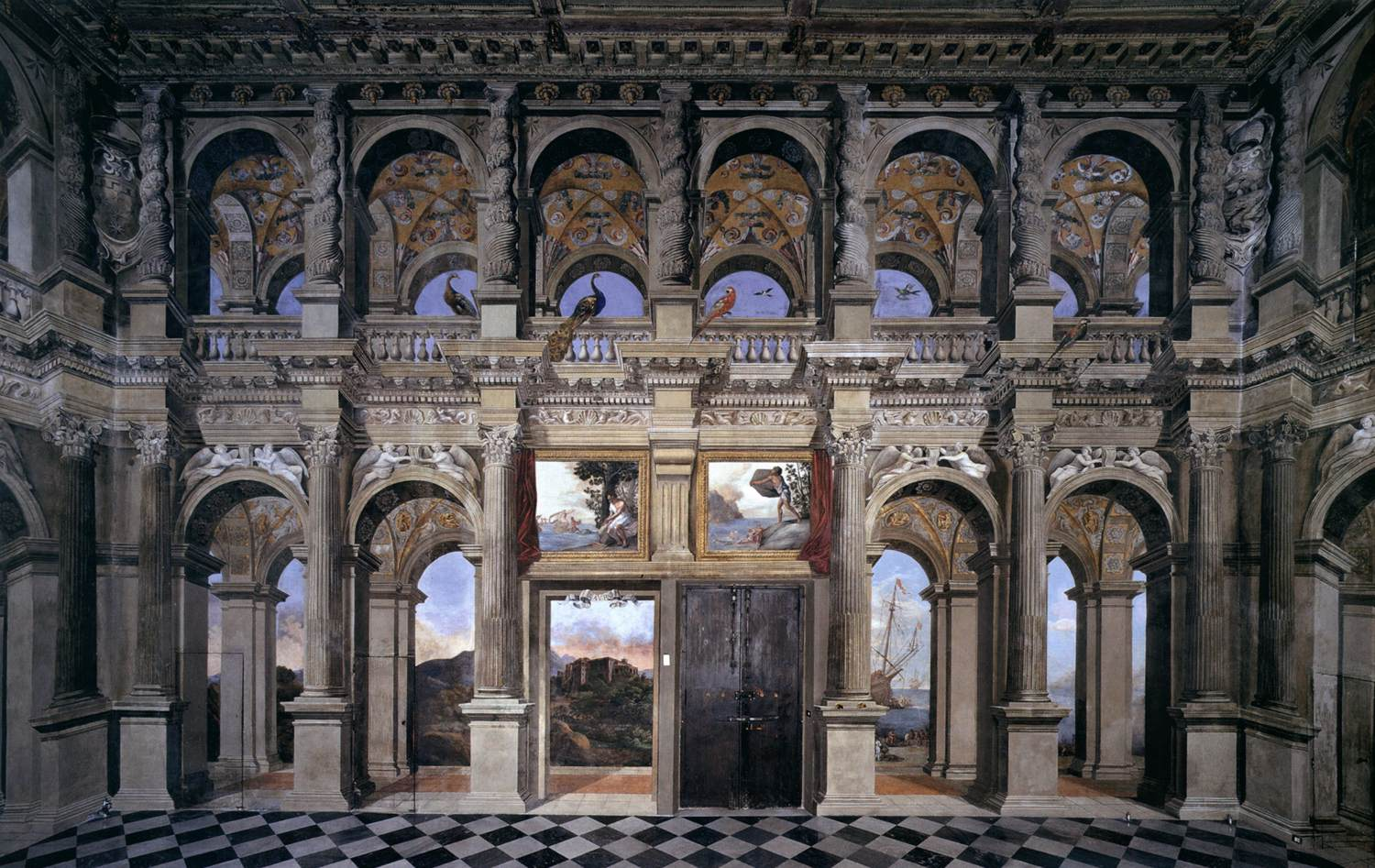
Die von Tassi entworfene und gemalte Scheinarchitektur der wahrscheinlich als Theatersaal dienenden Sala dei Palafrenieri im Palazzo Lancellotti, Rom

Von September 1619 bis März 1620 war Tassi wegen diverser Vergehen erneut im Gefängnis, unter anderem wurde ihm wieder eine Affäre mit seiner Schwägerin vorgeworfen; doch es gelang ihm, seine Unschuld zu beweisen. Direkt nach seiner Freilassung entging er knapp einem Mordanschlag, indem er sich tot stellte, während er in Wahrheit nicht sehr schwer verletzt war. Schon 1622 geriet er wieder in Schwierigkeiten, weil er eine Prostituierte angegriffen und eine Dienerin, die gegen ihn aussagte, bedroht hatte: Er wurde deswegen unter Hausarrest im Palazzo Patrizi (heute: Costaguti) gestellt, wo er prompt einige Landschaftsfresken malte und mit Domenichino zusammenarbeitete. Er wurde jedoch aus dem Palazzo hinausgeworfen, als sich herausstellte, dass dieselbe Prostituierte, die er zuvor angegriffen hatte, dort mit ihm zusammenlebte.
Um 1620 begann er mit der umfangreichen Ausschmückung des Lancelottipalastes in Rom, die ihn insgesamt zehn Jahre beschäftigte. In einzelnen Sälen arbeitete er mit führenden Künstlern wie Guercino (ca. 1621) und mit Lanfranco (um 1624–25) zusammen. Neben Guercino dekorierte Tassi 1621 auch Gewölbe im Casino dell’Aurora der Villa Ludovisi.
In den 1620er Jahren war der junge Claude Lorrain (1600–82) sein Schüler und um 1625 stand Tassi auch in Kontakt mit Nicolas Poussin, der zeitweise sein Nachbar war.
1623 schuf er für den Kardinalnipoten Ludovico Ludovisi einige Malereien im (heutigen) Palazzo Chigi Odescalchi. Andere Auftraggeber Tassis waren Cosimo II. de’ Medici und Kardinal Scipione Borghese, für den er eine Landschaft mit einer Hexenszene malte (Walters Art Gallery, Baltimore).
Viele Werke von Tassi sind heute verloren, darunter Fresken im Appartement Papst Urbans VIII. im Vatikan (ab 1629), oder stark entstellt, beispielsweise Werke im Palazzo Borghese (1631). Im Auftrag des späteren Innozenz X. malte er 1635 neben Caroselli und Francesco Lauri den Saal des Moses im Palazzo Pamphilj aus.
Im Laufe der 1630er Jahre musste Tassi das Freskieren wegen einer fortschreitenden Arthritis aufgeben. Privat lebte er 1632 in der Via del Corso in einer luxuriösen Wohnung nahe der Piazza del Popolo, zusammen mit seiner Geliebten Ludovica Lauri, Tochter des Kupferstechers Giacomo Lauri, mit der er vier uneheliche Kinder hatte. Zwischen 1637 und 1642 lebte er in Tivoli, kehrte aber wieder nach Rom zurück.
Laut Turner (1996) starb er verarmt und wurde nach seinem Tode im Januar 1644 in Santa Maria del Popolo bestattet. Da er keine legitimen Erben hatte, wäre seine Hinterlassenschaft normalerweise an die Camera apostolica gegangen, aber es gelang seiner Geliebten, den größten Teil seiner Habe zu behalten.

## Werk
Agostino Tassi malte in Fresko und Öl Fest- und Bühnendekorationen, Quadraturen und vor allem Landschaften mythologischen oder religiösen Inhalts, Seestücke, Sturm- und Nachtstücke, Brände, Zauberszenen, Veduten, sowie Capricci. Er arbeitete mit den bedeutendsten Künstlern seiner Zeit, für deren Figurenkompositionen er den scheinarchitektonischen und/oder landschaftlichen Rahmen gestaltete. Ein großer Teil seines Werkes ist verlorengegangen und seine hinterbliebenen Gemälde sind künstlerisch unausgewogen und schwer chronologisch einzuordnen. In seinen besten Werken, wie den gemeinsam mit Gentileschi 1611–12 geschaffenen Dekorationen täuschte er auf originelle Weise architektonische Hintergründe vor. Er arbeitete auch als Graveur.